# Schonwald Elbenloch
Das Gebiet Elbenloch ist ein mit Verordnung vom 25. Januar 1989 durch die Körperschaftsforstdirektion Tübingen ausgewiesener Schonwald (Schutzgebiet-Nummer 200271) in Baden-Württemberg.

## Lage
Das Schutzgebiet liegt südöstlich der Gemeinde Schwalldorf. Es liegt im Distrikt 7 Schwalldorf Abt. 5 und 6 des Stadtwaldes Rottenburg und umfasst das Flurstück 481 auf Gemarkung Schwalldorf, Stadt Rottenburg am Neckar.
In der Nähe des Schonwalds liegt das Geotop mit dem Namen Doline und Schachthöhle Elbenloch und der Nr. 16329/4674.

## Vegetation
Im Schonwald kommen laut Waldbiotopkartierung die folgenden Pflanzen vor:
Weiß-Tanne, Berg-Ahorn, Knoblauchsrauke, Schwarz-Erle, Gewöhnliche Haselwurz, Wald-Frauenfarn, Wald-Zwenke, Nesselblättrige Glockenblume, Wald-Segge, Gemeine Hainbuche, Großes Hexenkraut, Gemeine Hasel, Gewöhnliches Knäuelgras, Rasen-Schmiele, Gewöhnlicher Dornfarn, Echter Wurmfarn, Rotbuche, Gemeine Esche, Großes Springkraut, Kleines Springkraut, Wald-Flattergras, Wald-Sauerklee, Gemeine Fichte, Quirlblättrige Weißwurz, Gewöhnliche Traubenkirsche, Traubeneiche, Stieleiche, Brombeeren, Schwarzer Holunder, Roter Holunder, Wald-Ziest, Große Sternmiere, Winterlinde, Große Brennnessel

## Schutzzweck
Der Schutzzweck des Schonwalds ist gemäß Schutzgebietsverordnung
- Möglichst lange Erhaltung des ehemaligen, eichenbetonten Mittelwaldes mit seiner Baumartenvielfalt und Bestandesstruktur als Zeugen der früheren Bewirtschaftungsform; hierbei bleibt aus waldhistorischen Gründen die Option auf die exemplarische Wiederherstellung eines Mittelwaldbestandes auf Teilflächen offen;
- Sicherung des genetischen Potenzials der Laubwaldgesellschaft, insbesondere der z. T. seltenen, autochthonen Laubbaumarten;
- Habitatsicherung für die im jeweiligen Schonwald typischen und seltenen Arten von Flora und Fauna.

## Betreuung
Wissenschaftlich betreut wird der Schonwald durch die Forstliche Versuchs- und Forschungsanstalt Baden-Württemberg (BVA).